# Тасефа, Тоакипа
Тоакипа Тасефа (англ. Toakipa Tasefa, родился 19 января 1972 года в Новой Зеландии) — новозеландский боксёр-профессионал, выступавший в супертяжелой (Heavyweight) весовой категории. Абсолютный чемпион Новой Зеландии по боксу. Один из оппонентов Олега Маскаева и Николая Валуева.
Наилучшая позиция в мировом рейтинге: ??-й.